# David Racero
David Ricardo Racero Mayorca (Bogotá, 11 de octubre de 1986) es un filósofo y político colombiano.
Ha sido electo representante por Bogotá en la Cámara de Colombia en los periodos 2018-2022 y 2022-2026. 

## Biografía
Nació el 11 de octubre de 1986, en Bogotá. Tras realizar estudios en la Universidad Nacional de Colombia, obtuvo la licenciatura en Filosofía. También realizó una maestría en Ciencias Económicas por la misma universidad. Cursó un doctorado en Estudios Políticos y Relaciones Internacionales.

### Vida política

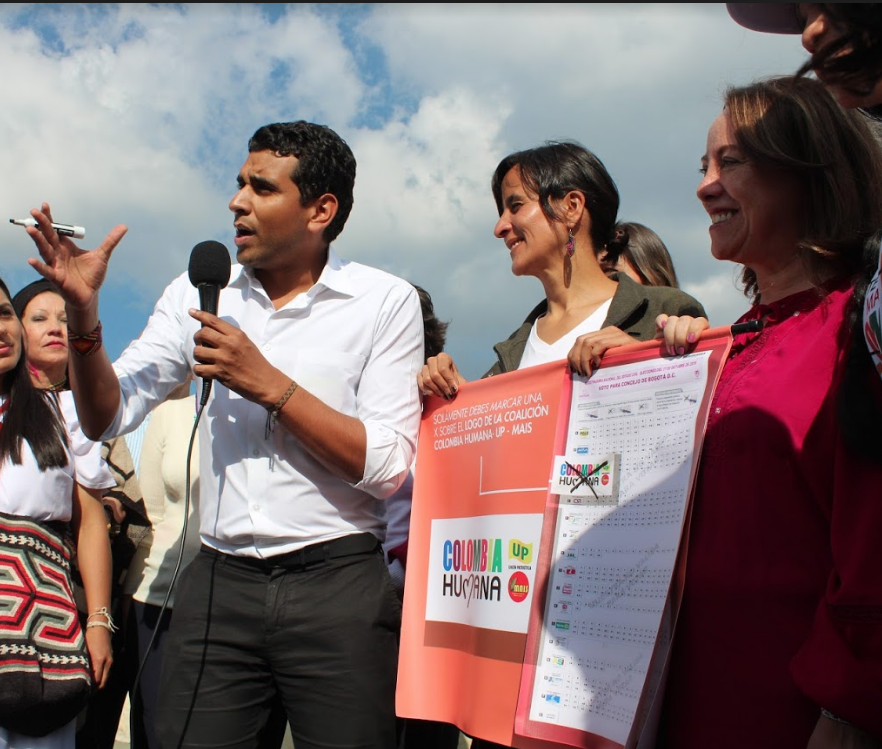
David Racero, respaldando la lista de CH-UP al Concejo de Bogotá junto a Susana Muhamad.

En 2018 hizo parte de las elecciones al Congreso de la República por la coalición Lista de la Decencia. Fue elegido con 16.784 votos junto a María José Pizarro y Ángela Robledo. En 2022 fue reelegido como representante, esta vez por la coalición Pacto Histórico.  
El 20 de julio de 2022 fue elegido presidente de la Cámara de Representantes de Colombia.
Entre 2024 y 2025, el periodista Daniel Coronell reveló investigaciones que indican que Racero estuvo envuelto en temas clientelistas y en el posible delito de tráfico de influencias, a su favor y de su tío José Luis Mayorca. La Corte Suprema de Justicia abrió una investigación en su contra. El 23 de mayo de 2025 la Procuraduría General de la Nación ordenó que se diera apertura de indagación previa contra David Racero Mayorga y contra el director del Servicio Nacional de Aprendizaje (SENA), Jorge Eduardo Londoño Ulloa, por comisión de presuntas irregularidades en la contratación en esta entidad y frente a la posibilidad de ocurrencia de un proceso amañado que favorecería a un familiar del representante Racero, en detrimento de los derechos de otros servidores públicos.